# جیمز گلداستون
جیمز گلداستون (انگلیسی: James Goldstone؛ ۸ ژوئن ۱۹۳۱ – ۵ نوامبر ۱۹۹۹) یک کارگردان، فیلم‌نامه‌نویس، و تهیه‌کننده اهل ایالات متحده آمریکا بود. 